# Terracine
Terracine (en italien Terracina) est une ville italienne de la province de Latina dans le Latium en Italie.

## Histoire

### Préhistoire
La région est peuplée depuis fort longtemps, comme le prouve l'Homo cepranensis trouvé à Ceprano, et les restes de dix néandertaliens trouvés à San Felice Circeo.
Les découvertes les plus anciennes à Terracine sont des objets datés d'environ 12 400 ans trouvés dans une grotte sur le Pisco Montano.

### Époque pré-romaine et romaine
La cité fut probablement fondée par les Ausones sur deux hauteurs modestes, l'acropole étant bâtie sur la plus haute (colline San Francesco). C'est de cette citadelle qu'Ulysse aurait observé le mont Circé.
D'après Denys d'Halicarnasse, elle fut fondée par des réfugiés spartiates.
Quoi qu'il en soit, elle vit les Étrusques s'imposer, puis  enfin les Volsques qui la nommèrent Anxur. Les Grecs, qui possédaient certainement un comptoir à Circeo, la nommaient Terracina (selon Pline l'Ancien), nom peut-être né du fait que les Étrusques la nommaient Trachna.
Il semble qu'elle soit entrée dans l'orbite du monde romain sous le règne de Tarquin le Superbe. Elle est mentionnée en -509, première année de la République romaine, dans le premier traité entre Rome et Carthage.
Elle se soumet vers -490, peut-être à Caius Marcius Corolianus, chef de guerre romain passé au service des Volsques.
Reconquise par les Romains en -406, puis de nouveau reconquise en -400 à la suite d'une révolte, elle devint colonie romaine en -329, sous le nom de Colonia Anxurnas. De ces époques subsistent des murs de fortification en appareil polygonal, mais on ne sait s'ils sont de construction volsque ou romaine.
La bataille de Lautulae, lors de la deuxième guerre samnite, s'est probablement déroulée près de cette ville.

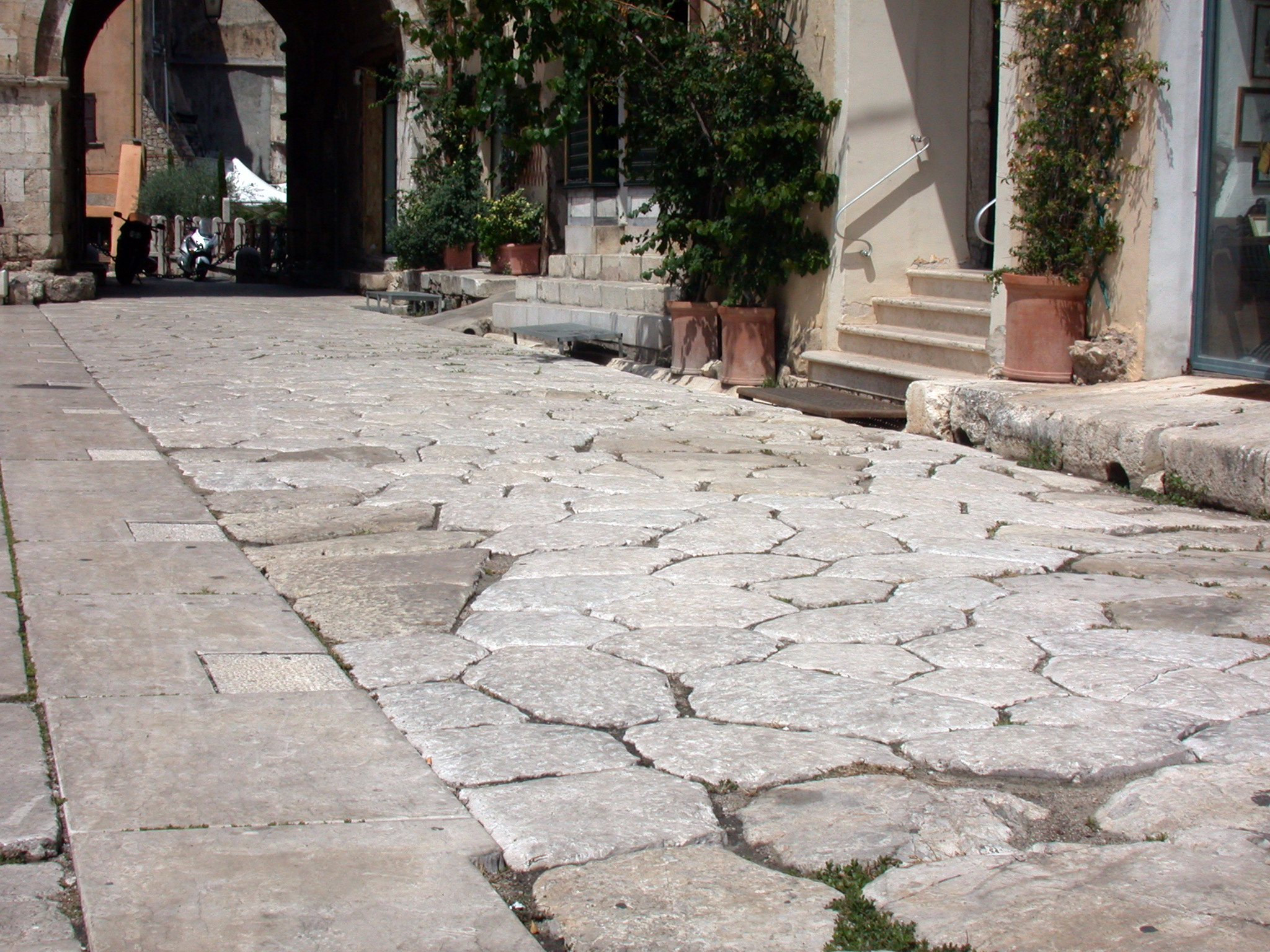
Le pavement de la voie Appienne en centre-ville.

Le pavement de la voie Appienne passait par le forum Émilien, au centre de la cité. On doit à Trajan un agrandissement du port et le passage routier sous le temple de Jupiter, grâce à une saignée de 128 pieds (37 m) de haut dans la roche du Pisco Montano, qui a ouvert un nouveau tracé de la Via Appia.
Au premier siècle av. J.-C. est construit le temple de Jupiter Anxur.
En -3 naît sur le territoire de Colonia Anxurnas le futur empereur Galba. En 69, dans le cadre de l'année des quatre empereurs et de la guerre civile qui en découle, la ville est assiégée et prise par les partisans de Vitellius, épisode qui se traduisit par un carnage.
Césaire de Terracina est le premier martyr chrétien de la ville. D'autres suivront... Le portique de la cathédrale actuelle  conserve une cuve dans laquelle plusieurs fidèles auraient été noyés.
Au début du Ve siècle est érigée une muraille qui enserre pratiquement toute la cité.

### Moyen Âge
Theodoric le Grand fit renforcer la muraille. Il favorisa aussi les travaux publics, en particulier l'entretien de la Voie Appia.
Benoît de Nursie fit bâtir un monastère à Terracina, puis le pape Grégoire Ier y autorisa la construction d'une synagogue.
Dans le cadre du Siège de Rome (537-538), l'armée byzantine installa une importante garnison en ville.
Au VIIIe et IXe siècles Terracina fait partie des États pontificaux, et en 778 elle est pillée par des troupes byzantines. En 883 elle est saccagée par un raid des sarrasins.
En 1074 la cathédrale est consacrée, et c'est en ses murs qu'est élu le pape (français) Urbain II, le 12 mars 1088, alors que Rome est aux mains de l'antipape Guibert de Ravenne.
Comme à Circeo s'installèrent en ville des Templiers.
La ville est affectée par les querelles des grandes Familles du moment : les Crescentius erigèrent un château dans la partie haute de la ville, le Rocca Traversa, qui fut conquis par les Frangipani en 1153. Ceux-ci tyrannisèrent les habitants et furent expulsés en 1202 par une révolte populaire.
D'autres querelles familiales troublent la société, impliquant entre autres les Annibaldi (it).
En 1295 le pape Boniface VIII est élu podestat de la ville. Il rétablit les finances publiques et impose sa famille, les Caetani, ce qui se traduisit plus tard par de nouvelles querelles, et même une guerre de plusieurs années entre Niccolò Caetani et Terracina, qui se termina en 1338. Elle reprit en 1346, mais la ville acheta le secours d'une flotte gênoise pour la somme 3 500 florins, qui repoussa les   armées Caetani, et offrit une protection pendant vingt ans. D'autres querelles eclatèrent ensuite, entre autres impliquant plusieurs papes et le royaume de Naples... Terracina fut pacifiée en 1499 par l'autorité du pape Alexandre VI.
En 1300 fut construit le Palais Venditti, aujourd'hui musée archéologique Pio Capponi.

### Ère moderne
En 1534, Barberousse, à la tête de 82 galères, pille Fondi puis Terracina.
Le 5 août 1552, lors des guerres d'Italie, a lieu la bataille de Ponza, les turcs de Dragut et leur allié français ligués contre Andrea Doria. La défaite de ce dernier facilita ensuite grandement les raids mahométans sur les côtes italiennes.
Au XVIe siècle, le paludisme tua une grande partie des habitants de la ville, ceux-ci n'étant plus qu'environ 150 en 1572, soit 40 foyers. La raison en est l'insalubrité des marais pontins. Les papes favorisèrent au XVIIe siècle le repeuplement par des exonérations fiscales, des distributions gratuites de terres, la restauration des édifices.
Malgré les difficultés, Terracina resta toujours un point de transit entre les États pontificaux et le royaume de Naples. En 1587, les deux frères Belmosto, des Corses, s'y réfugièrent après l'effondrement de leur banque à Cosenza, apportant avec eux 75 000 ducats volés à leurs épargnants.
À partir de 1785, le pape Pie VI lance de grands travaux, dont le creusement d'un canal et la construction de plusieurs palais.
En février 1787, dans le cadre du Grand Tour, Johann Wolfgang von Goethe visite la ville. De sa découverte de l'Italie, il écrira Italienische Reise.

### Ère contemporaine
Le 10 février 1798 les troupes françaises de Louis Alexandre Berthier envahissent Rome, pillent les trésors du Vatican, proclament la République romaine, mettent aux arrêts Pie VI qui est exilé à Sienne.
Terracina se révolte et subit une dure répression. Le banditisme explose dans la région.
Le 14 septembre 1870 la ville est annexée au royaume d'Italie.
Le 4 septembre 1943 elle est bombardée par quatre avions alliés.
Le 29 octobre 2018 une tornade dévaste les rues du centre historique .

## Monuments et patrimoine

### Vestiges romains en centre-ville

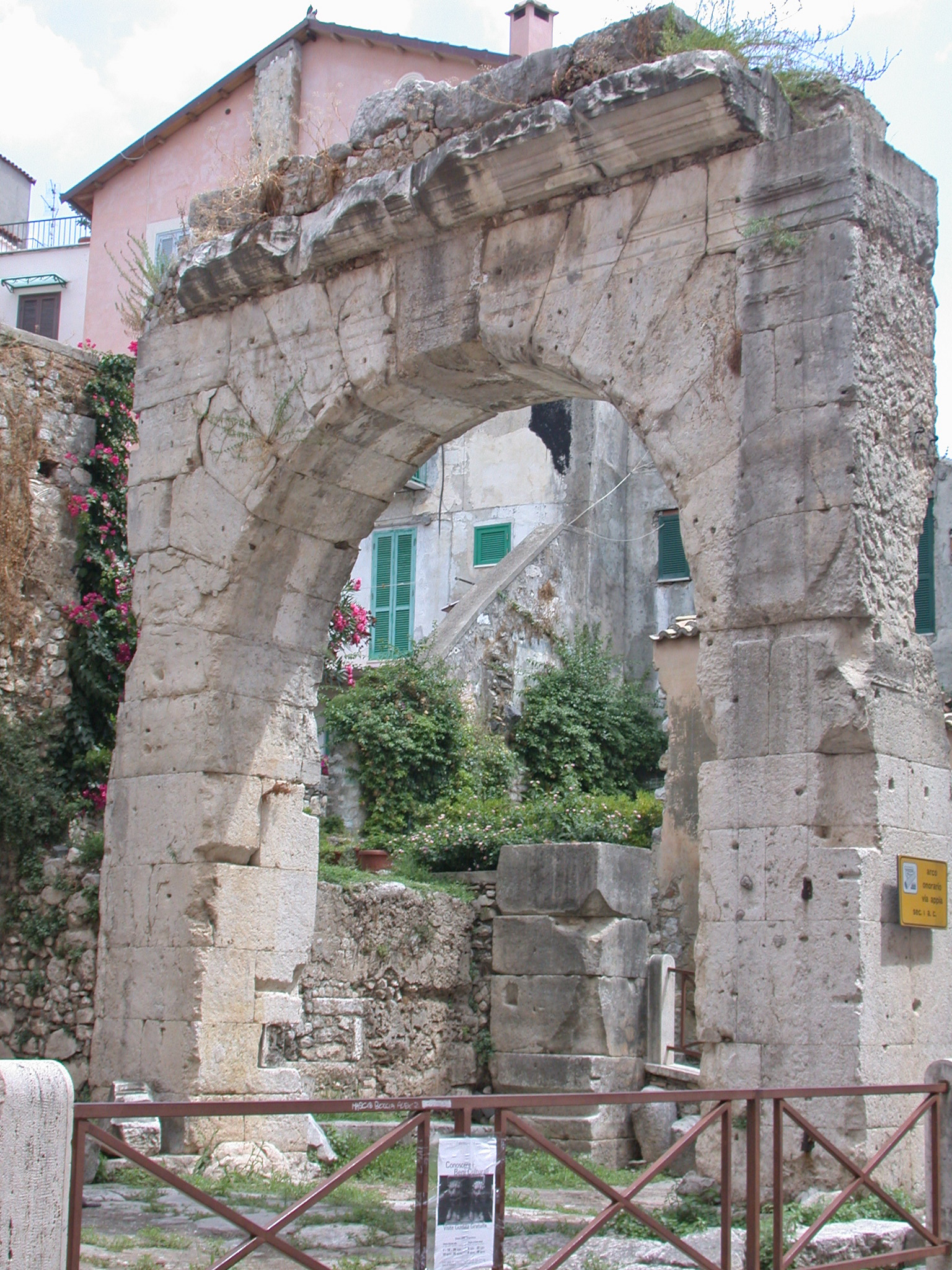
Arc quadrifrons sur la via Appia.
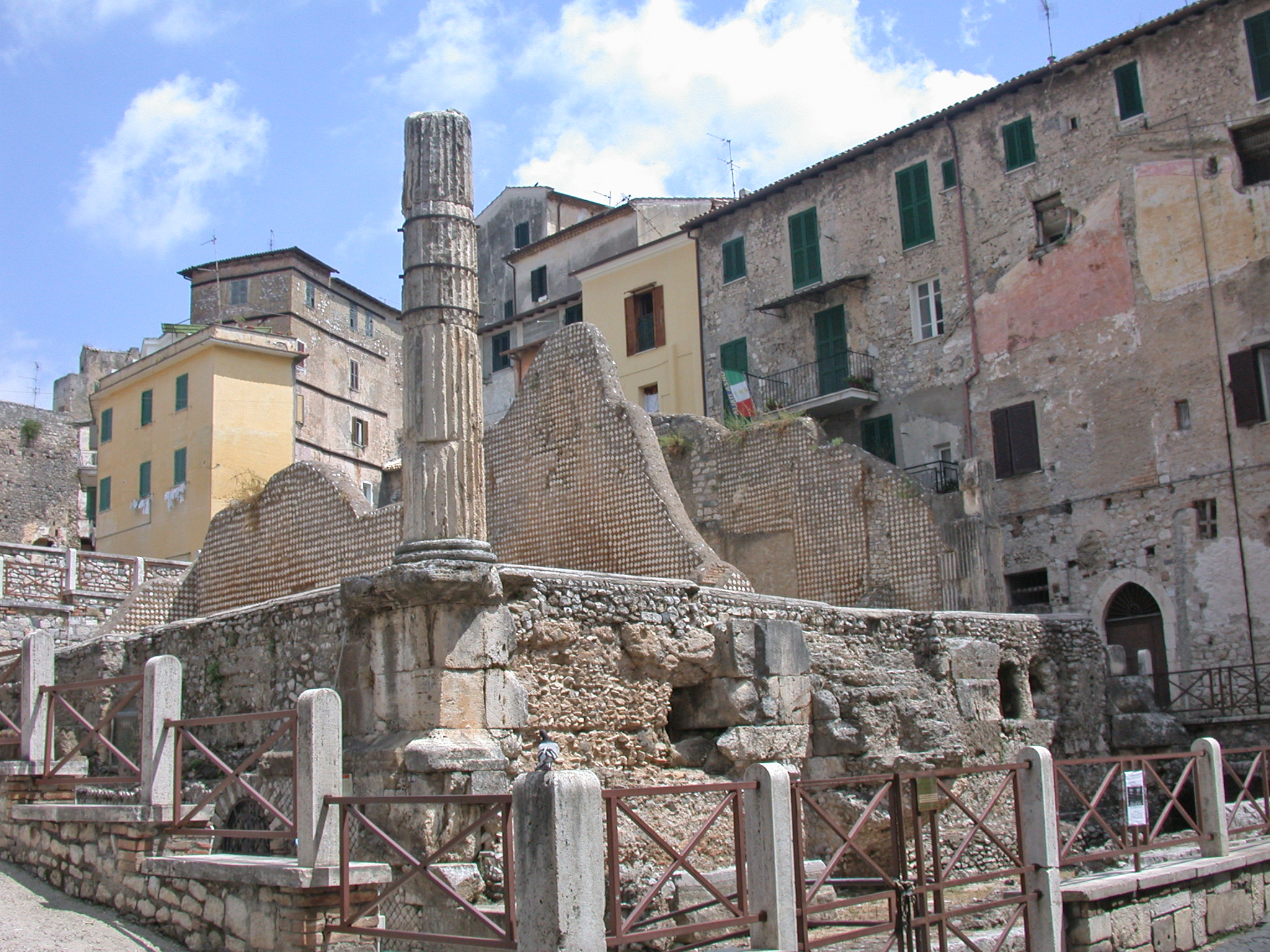
Vestiges du Capitole.
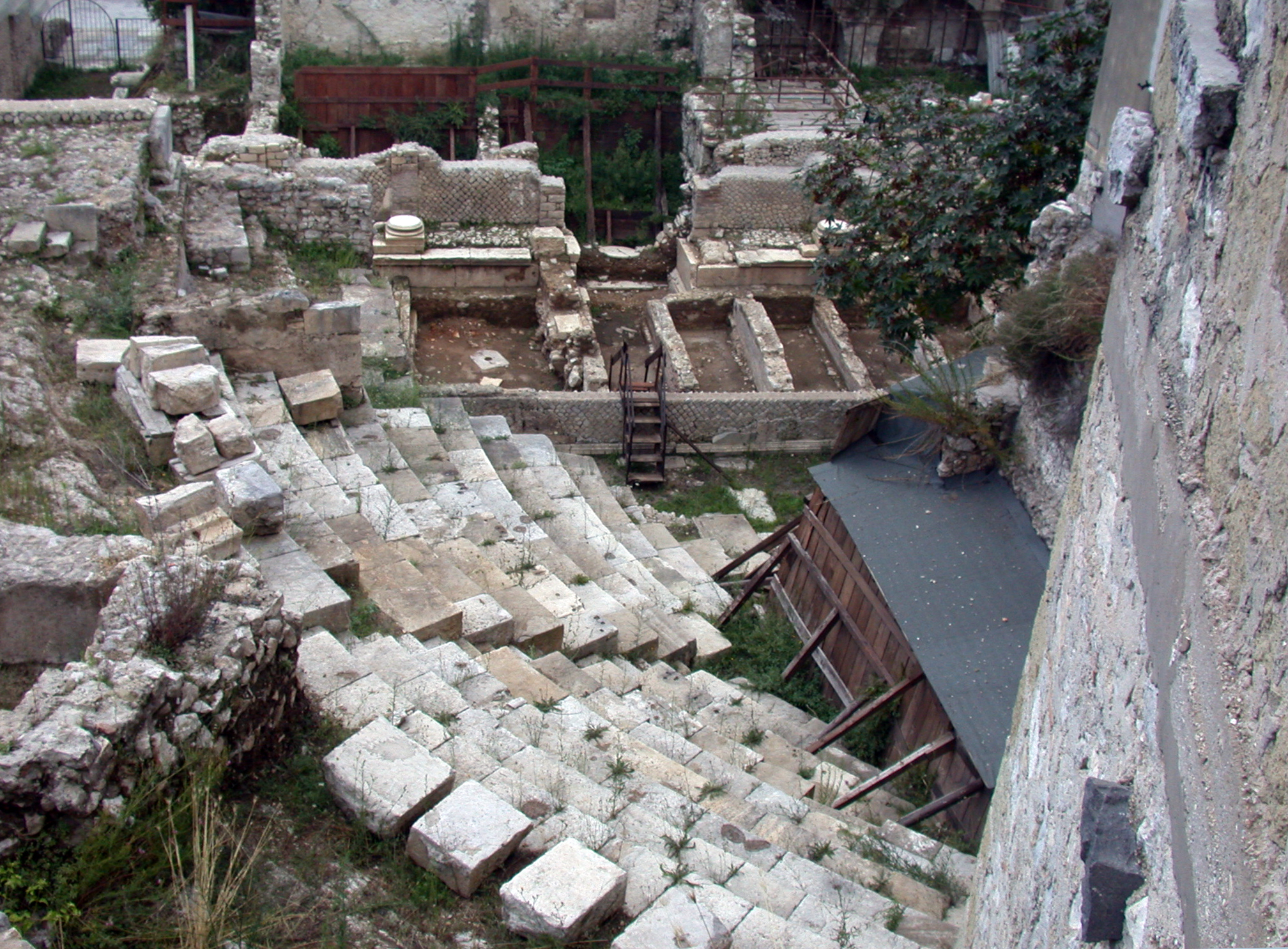
Théâtre romain.
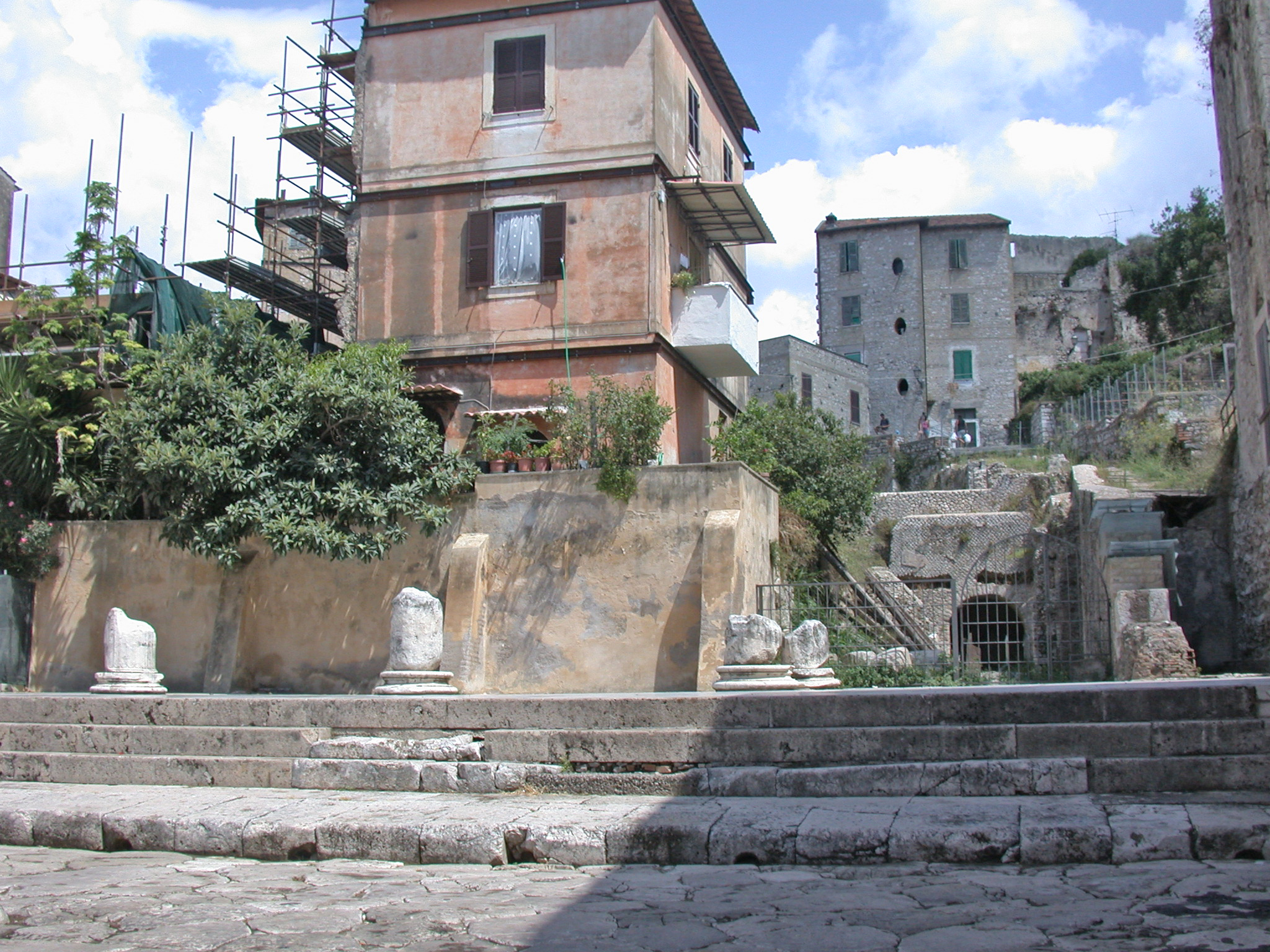
Vestiges du forum Émilien.

### Temple de Jupiter Anxur

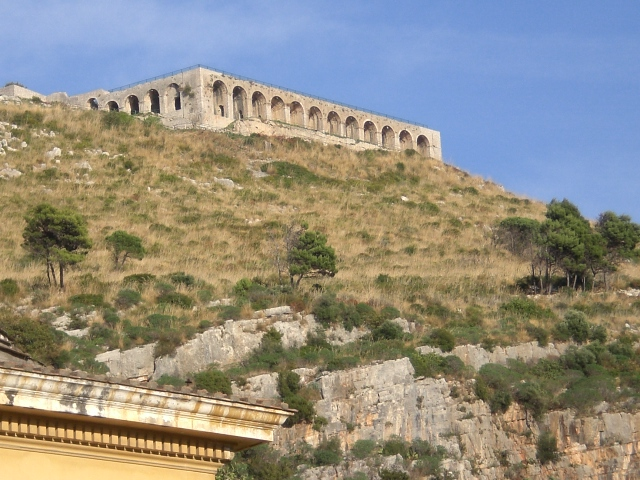
Temple de Jupiter Anxur vu de la place Garibaldi.
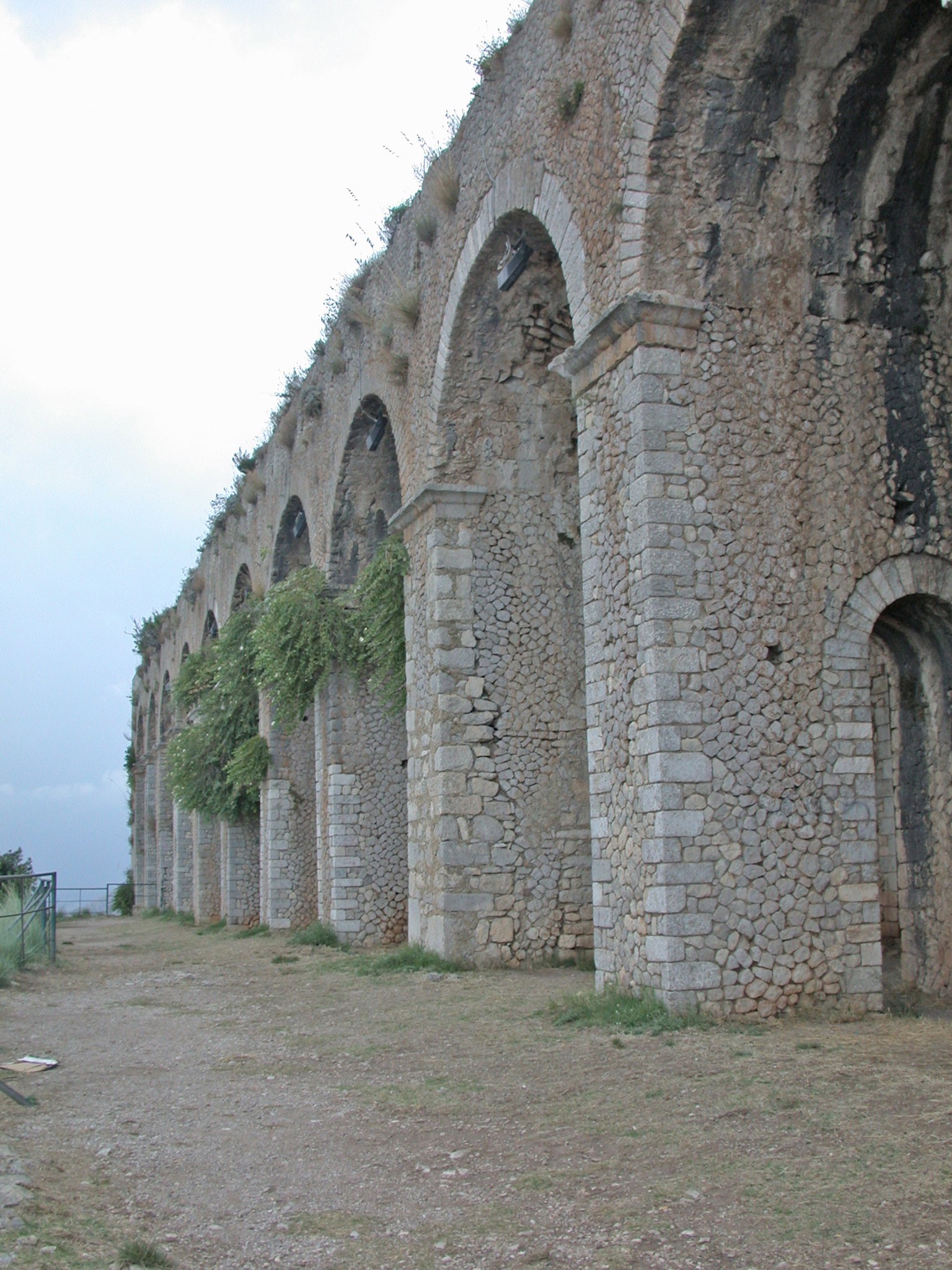
Structure de soutènement du temple.
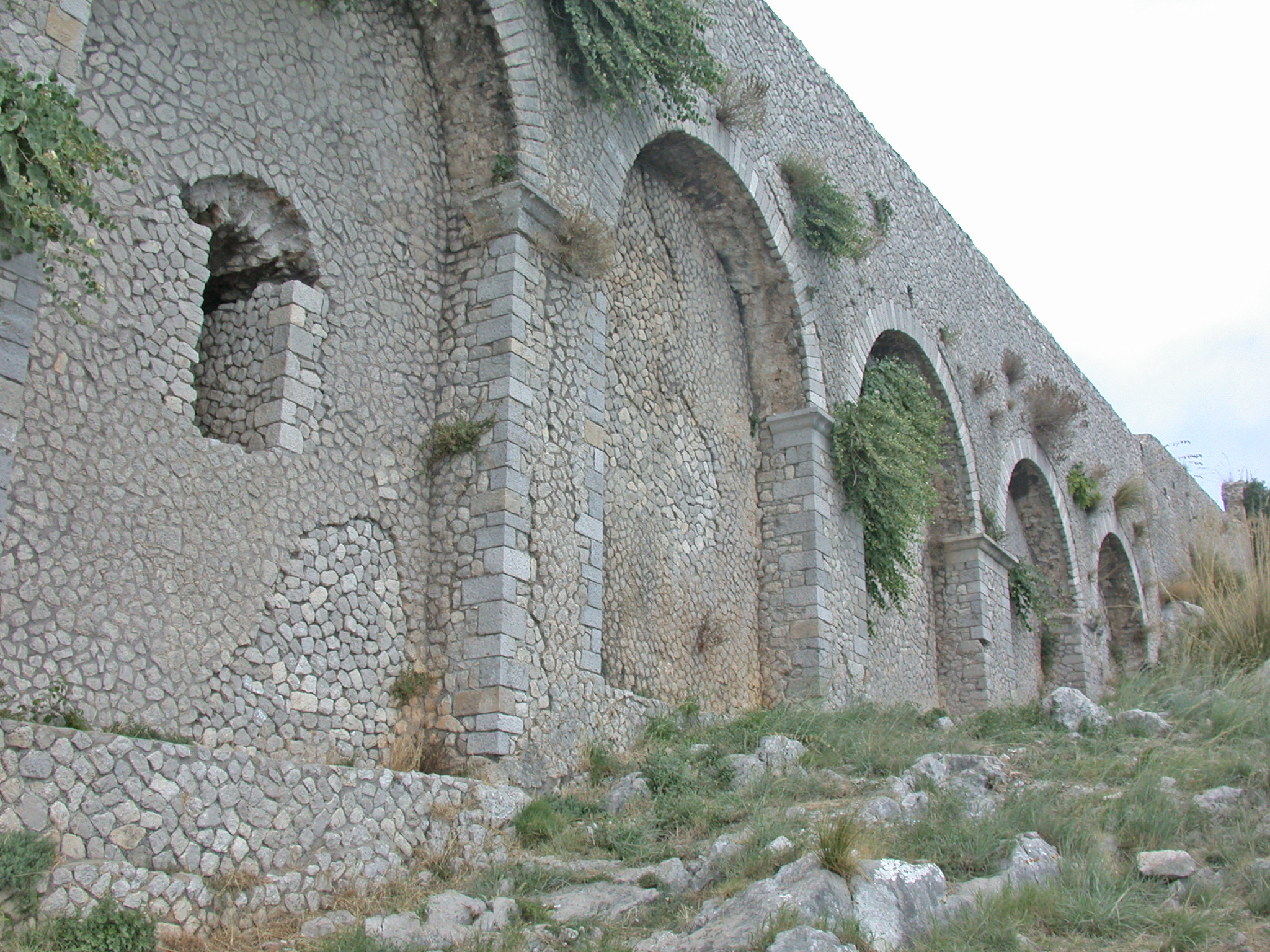
Structure de soutènement du temple.
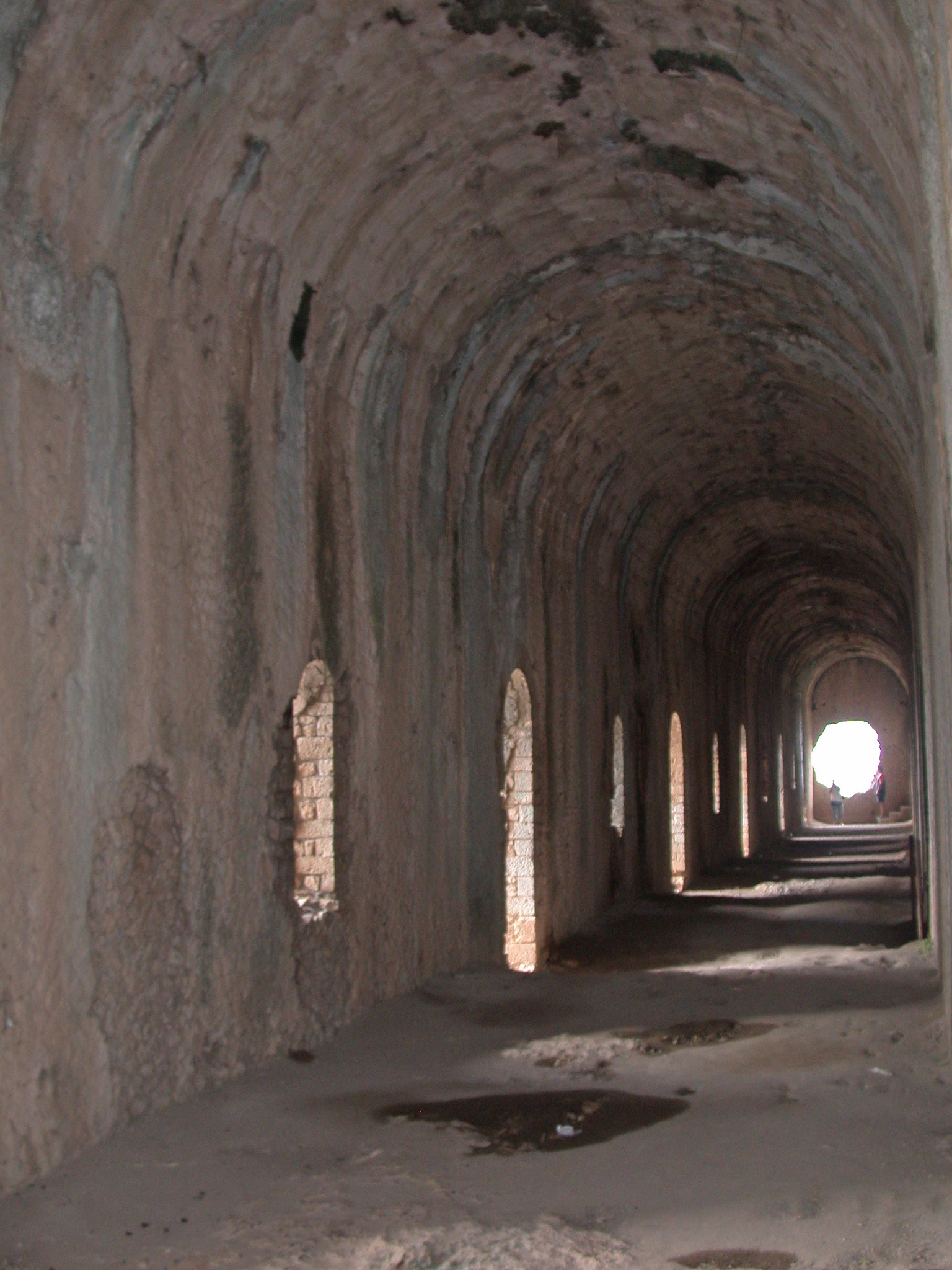
Galerie sous la terrasse du temple.

### Château Frangipane

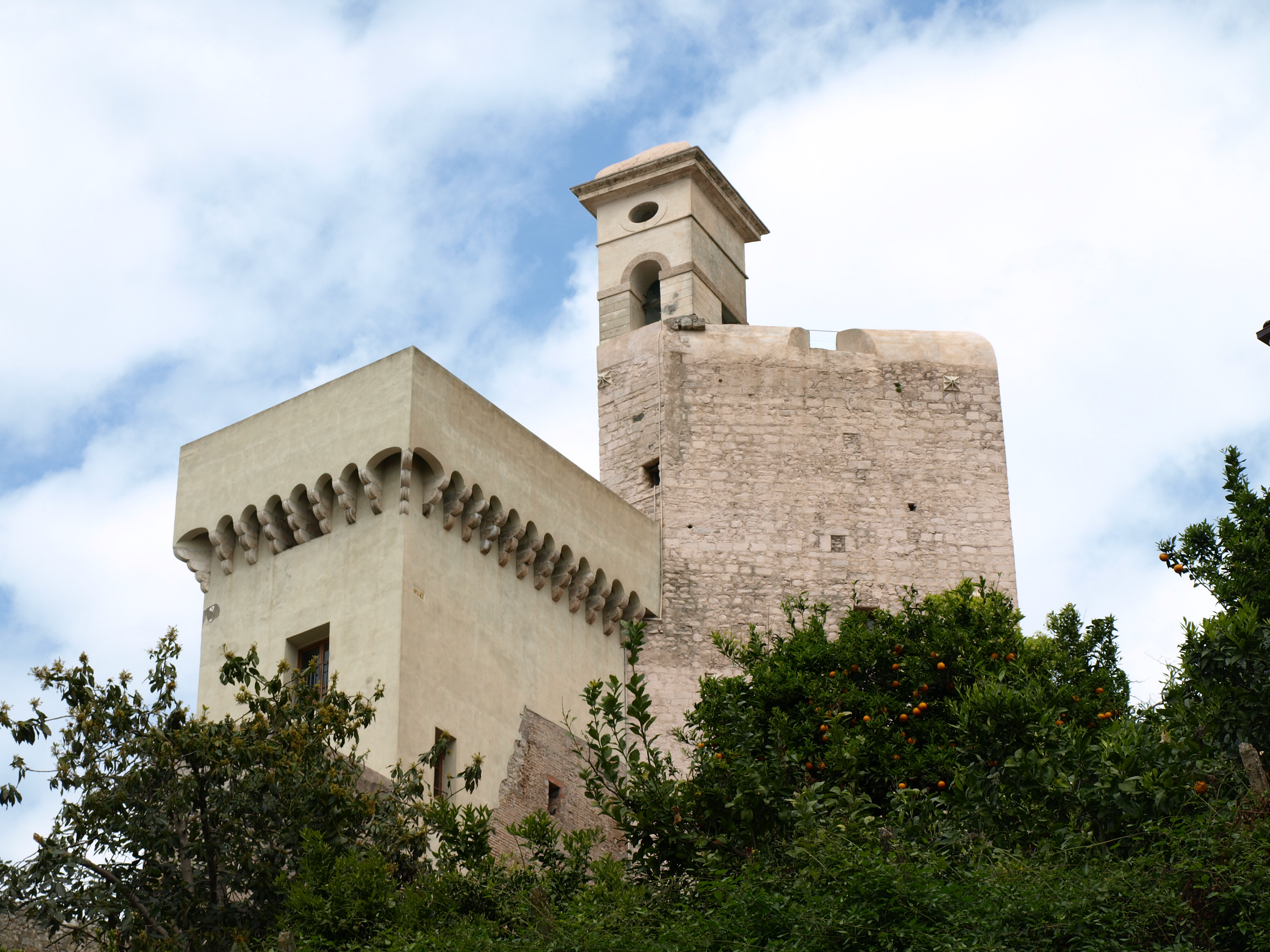
Vue du château.

- Cathédrale de Terracina.

## Culture - Religion
Christianisme
La plupart des habitants de Terracina sont chrétiens, comme dans la plupart des villes d'Italie.

## Administration
| Période                                  | Période           | Identité          | Étiquette         | Qualité                  |
| ---------------------------------------- | ----------------- | ----------------- | ----------------- | ------------------------ |
| 30 septembre 1988                        | 7 novembre 1989   | Giovanni Zappone  | DC                |                          |
| 7 novembre 1989                          | 28 avril 1992     | Antonio Mazzucco  | DC                |                          |
| 27 juin 1992                             | 25 septembre 1992 | Fabrizio Abbate   | DC                |                          |
| 25 septembre 1992                        | 21 juin 1993      | Antonio Reppuccio |                   | Commissaire préfectoral  |
| 21 juin 1993                             | 13 mai 2001       | Vincenzo Recchia  | PDS → DS          |                          |
| 13 mai 2001                              | 15 mai 2011       | Stefano Nardi     | AN → PdL          |                          |
| 30 mai 2011                              | 6 mai 2015        | Nicola Procaccini | PdL → Fdl         | Député européen (2019 →) |
| 6 mai 2015                               | 5 juin 2016       | Erminia Ocello    |                   | Commissaire préfectoral  |
| 5 juin 2016                              | 19 juillet 2019   | Nicola Procaccini | Fdl               | Député européen (2019 →) |
| 19 juillet 2019                          | En cours          | Roberta Tintari   | Liste civique-Fdl |                          |
| Les données manquantes sont à compléter. |                   |                   |                   |                          |

### Hameaux
Borgo Hermada, La Fiora, Badino, Frasso, San Vito

### Communes limitrophes
- À l'est : Fondi, Monte San Biagio
- Au nord : Sonnino
- Au nord et à l'ouest : Pontinia
- À l'ouest : Sabaudia, San Felice Circeo

## Jumelages
- Spa (Belgique) depuis 1956
- Bad Hombourg (Allemagne) depuis 1956
- Béjaïa (Algérie) depuis 1956
- Cabourg (France) depuis 1956
- Coire (Suisse) depuis 1956
- Exeter (Grande-Bretagne) depuis 1988
- Mayrhofen (Autriche) depuis 1986
- Jurmala (Lettonie) depuis 1986
- Pécs (Hongrie) depuis 1996

## Personnalités
Alessio Sartori (1976-), champion olympique d'aviron.